# Cal Travesset (Pinell de Solsonès)
Cal Travesset és una masia situada al municipi de Pinell de Solsonès, a la comarca catalana del Solsonès.
Està situada a 731 m d'altitud.